# 조옮김이 제한되는 선법
조옮김이 제한되는 선법(Modes of limited transposition)은 올리비에 메시앙이 분류한 선법(旋法)이다. 12개의 다른 조가 가능한 일반적인 음계와는 달리 조옮김이 몇 개로 제한되어 있는 선법을 말한다.
메시앙은 《나의 음악언어의 기교》라는 책에서 일곱 가지의 선법을 밝히고 있다.
| 브라우저에서 소리 재생을 지원하지 않습니다. 오디오 파일을 다운로드할 수 있습니다. | 온음음계. 두 개의 서로 다른 조가 가능하다. |
| 브라우저에서 소리 재생을 지원하지 않습니다. 오디오 파일을 다운로드할 수 있습니다. | 팔음음계. 세 개의 서로 다른 조가 가능하다. |
| 브라우저에서 소리 재생을 지원하지 않습니다. 오디오 파일을 다운로드할 수 있습니다. | 네 개의 서로 다른 조가 가능하다.           |
| 브라우저에서 소리 재생을 지원하지 않습니다. 오디오 파일을 다운로드할 수 있습니다. | 여섯 개의 서로 다른 조가 가능하다.         |
| 브라우저에서 소리 재생을 지원하지 않습니다. 오디오 파일을 다운로드할 수 있습니다. | 여섯 개의 서로 다른 조가 가능하다.         |
| 브라우저에서 소리 재생을 지원하지 않습니다. 오디오 파일을 다운로드할 수 있습니다. | 여섯 개의 서로 다른 조가 가능하다.         |
| 브라우저에서 소리 재생을 지원하지 않습니다. 오디오 파일을 다운로드할 수 있습니다. | 여섯 개의 서로 다른 조가 가능하다.         |